# RR Lyrae
RR Lyrae es una estrella variable de la constelación de la Lira que da nombre a una clase de estrellas variables, las estrellas variables RR Lyrae. Tiene un periodo de variabilidad de unas 13 horas en las que oscila entre magnitud aparente 7 y 8. Su naturaleza variable fue descubierta por Williamina Fleming en 1901 desde el observatorio de Harvard. Las estrellas de tipo RR Lyrae son usadas como candelas estándar así que conocer la distancia a RR Lyrae es fundamental para determinar su luminosidad y, por lo tanto, las de las estrellas variables de su clase.
Hasta 1997 no se obtuvo una paralaje de gran precisión para poder determinar la distancia de RR Lyrae. Fue obtenida por el satélite Hipparcos y, con una paralaje de 4,38 ± 0,59, indicaba una distancia de unos 230 pc o unos 700 años luz.

Más recientemente se han realizado observaciones de su paralaje con el telescopio espacial Hubble con las que se ha determinado con una precisión mayor su distancia y, por lo tanto, su magnitud absoluta. La paralaje obtenida es de 3,82 ± 0,2 milisegundos de arco con lo que se obtiene una distancia de unos 260 pc o unos 850 años luz. Con esta distancia se estima que la magnitud absoluta de RR Lyrae es de 0,61-0,11+0,10, lo que es unas 50 veces la luminosidad del Sol.

## Historia
La naturaleza variable de RR Lyrae fue descubierta por la astrónoma escocesa Williamina Fleming en el Observatorio de Harvard en 1901.
La distancia de RR Lyrae permaneció incierta hasta 2002, cuando se utilizó el sensor de orientación fina del telescopio espacial Hubble para determinar la distancia de RR Lyrae dentro de un 5% de margen de error, dando un valor de 262 parsecs (855 años luz). Cuando se combina con las mediciones del satélite Hipparcos y otras fuentes, el resultado es una estimación de la distancia de 258 pc (841 años luz).

## Características
Al igual que otras estrellas variables del tipo RR Lyrae, la propia RR Lyrae tiene una baja abundancia de elementos distintos del hidrógeno y el helio, lo que los astrónomos denominan su metalicidad. Pertenece a la categoría de Estrellas de población II que se formaron en el Universo primitivo cuando había una menor abundancia de metales en las regiones de formación estelar. La trayectoria de esta estrella se mantiene en una órbita cercana al plano de la Vía Láctea, desviándose no más de 680 al (210 pc) por encima o por debajo de este plano. El período de Blazhko de RR Lyrae es de 39,1 ± 0,3 días. La órbita tiene una alta excentricidad, acercándose hasta 6,80 kal (2,08 kpc) desde el centro galáctico en periapsis, y alejándose hasta 59,9 kly (18,4 kpc) en apoapsis.

## Clase de estrella variable

Tipo de estrellas RR Lyrae, estrellas variables (no RR Lyrae propiamente dicha) cerca del centro galáctico desde el VVV ESO

Este tipo de estrella de baja masa ha consumido el hidrógeno de su núcleo, ha evolucionado fuera de la secuencia principal y ha pasado por la etapa de gigante roja. La energía se produce ahora por la fusión termonuclear del helio en su núcleo, y la estrella ha entrado en una etapa evolutiva llamada rama horizontal (HB). La temperatura efectiva de la envoltura exterior de una estrella HB aumentará gradualmente con el tiempo. Cuando su clasificación estelar resultante entra en un rango conocido como franja de inestabilidad -típicamente en la clase estelar A- la envoltura exterior puede empezar a pulsar.
 RR Lyrae muestra precisamente ese patrón regular de pulsación, que hace que su magnitud aparente varíe entre 7. 06 y 8,12 a lo largo de un corto ciclo que dura 0,56686776 días (13 horas, 36 minutos). Cada pulsación radial hace que el radio de la estrella varíe entre 5,1 y 5,6 veces el radio del Sol.

Esta estrella pertenece a un subconjunto de variables de tipo RR Lyrae que muestran un comportamiento característico denominado efecto Blazhko, llamado así por el astrónomo ruso Sergey Blazhko. Este efecto se observa como una modulación periódica de la intensidad de la pulsación de una estrella variable o de su fase; a veces de ambas. Hace que la curva de luz de RR Lyrae cambie de ciclo a ciclo. En 2014, las observaciones fotométricas de series temporales demostraron el origen físico de este efecto.

## Estrellas de población II
Las estrellas de población II son una clase de estrellas muy viejas de la Vía Láctea, de baja metalicidad y formadas antes del disco galáctico. Pertenecen principalmente al halo galáctico y su edad varía entre unos 11.000 y 13.500 millones de años. Se conoce un centenar de ellas.
Se distinguen de las Estrellas de población I, más jóvenes y ricas en metales, y de las Estrellas de población III, mucho más antiguas y de las que no se ha detectado ninguna.

### Historia
La división de las estrellas de la galaxia en poblaciones estelares fue realizada por Walter Baade en 1944. 
 Distinguió entre los tipos I y II según la anchura de la líneas espectrales. Por tanto, las estrellas de población II tienen líneas más finas que las de población I. En la década de 1950, esta dicotomía se relacionó con la abundancia química superficial de las estrellas.
Los dos tipos de población también se distinguen por su entorno gaseoso. Las estrellas de tipo II se encuentran en regiones sin gas, lo que no permite la formación de nuevas estrellas. Esto explica la ausencia de estrellas jóvenes.

### Características

Distribución de las poblaciones estelares en la Vía Láctea (vista de canto).

Las estrellas pobres en metal se clasifican en las siguientes categorías:
- Estrellas simplemente pobres en metal (MP por Metal Poor): -2 ≤ [Fe/H] ≤ -1 ;
- Estrellas muy pobres en metal (VMP por Very Metal Poor): -3 ≤ [Fe/H] ≤ -2 ;
- Estrellas extremadamente pobres en metales (EMP): -4 ≤ [Fe/H] ≤ -3 ;
- Estrellas ultrapobres en metales (UMP por Ultra Metal Poor): -5 ≤ [Fe/H] ≤ -4 ;
- Estrellas hipermetálicas pobres (HMP): -6 ≤ [Fe/H] ≤ -5.

## Otras clasificaciones estelares
Al igual que otras variables del tipo RR Lyrae, la propia RR Lyrae tiene una baja abundancia de elementos distintos del hidrógeno y el helio, lo que los astrónomos denominan su metalicidad: Pertenece a la categoría Población II de estrellas que se formaron durante el periodo inicial del Universo, cuando había una menor abundancia de metales en las regiones de formación estelar.
La trayectoria de esta estrella la lleva por una órbita cercana al plano de la Vía Láctea, llevándola no más de 680 ly (210 pc)  por encima o por debajo de este plano. El periodo de Blazhko para RR Lyrae es de 39,1 ± 0,3 días. La órbita tiene una excentricidad elevada, lo que acerca a RR Lyrae hasta 6,80 kly (2,08 kpc)  al Centro Galáctico en la periapsis, y la aleja hasta 59,9 kly (18,4 kpc) en el ápside.